# Darren Mackie
Darren Graham Mackie (Inverurie, 5 januari 1982) is een Schotse voetballer (aanvaller) die speelde voor de Schotse eersteklasser Aberdeen FC van 1998 tot 2012. In 2004 werd hij even verhuurd aan Inverness FC. In 2013 speelt hij in de Verenigde Staten voor de nieuwe club Phoenix FC die debuteert in de USL Pro.